# Spermacoce quadrisulcata
Spermacoce quadrisulcata är en måreväxtart som först beskrevs av Cornelis Eliza Bertus Bremekamp, och fick sitt nu gällande namn av Bernard Verdcourt. Spermacoce quadrisulcata ingår i släktet Spermacoce och familjen måreväxter. Inga underarter finns listade i Catalogue of Life.